# Linke Liste Nürnberg
Die Linke Liste Nürnberg (LLN) ist eine Wählergruppe aus Nürnberg. Sie wurde 2006 gegründet und ist seit 2008 im Nürnberger Stadtrat vertreten.

## Mitglieder
Die Liste besteht aus einem Zusammenschluss linker Organisationen und Mitglieder aus Nürnberg. Ihr gehören neben der Deutschen Kommunistischen Partei die Sozialistische Deutsche Arbeiterjugend, der kurdische Verein Medya Volkshaus, das Yenigün Kultur Zentrum e. V. – Nürnberg sowie der Motorradclub Kuhle Wampe – Geyers Schwarzer Haufen an. Bis zum Verlassen der Gruppierung im Mai 2019 nahm auch die Partei Die Linke eine führende Rolle bei der Liste ein. Diese trat zur Kommunalwahl 2020 als eigenständige Partei mit dem ehemaligen Listen- und Stadtratsmitglied Titus Schüller als Oberbürgermeisterkandidaten an. Der Verein Föderation demokratischer Arbeitervereine e. V. (DIDF), welcher bereits im März 2019 die Wählergruppe verließ, war ebenso auf der neuen Liste vertreten. Weiter sind parteilose Einzelpersonen und Mitglieder von den Grünen, der SPD, der Partei mut oder der Partei Die Linke Teil des Bündnisses.

## Programmatik
Schwerpunkt des Programms ist laut eigener Aussage Nürnberg mit Hilfe einer sozialen Kommunalpolitik zu einer lebenswerten Stadt zu gestalten. Das Bündnis tritt für einen kostenlosen Öffentlichen Personennahverkehr (ÖPNV) sowie ein soziales und kommunales Wohnungsbauprogramm ein. Weitere Programmpunkte sind die Ablehnung von Gebührenerhöhungen, Sozialabbau, Niedriglöhnen und Leiharbeit, Privatisierung sowie von Diskriminierung, Rassismus und Antisemitismus. Des Weiteren stellten die Stadträte einen Teil ihrer Aufwandsentschädigung einem Sozialfonds zur Verfügung, der in Not geratenen Menschen sowie sozialen und politischen Initiativen zugutekommt.

## Wahlergebnisse

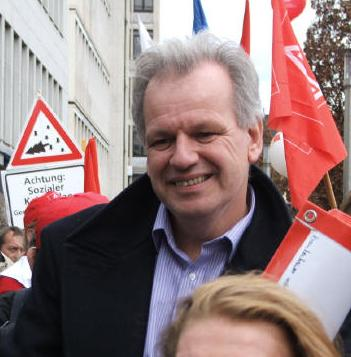
Harald Weinberg trat 2008 als Spitzenkandidat für das Bündnis an und hat die Liste inzwischen verlassen.

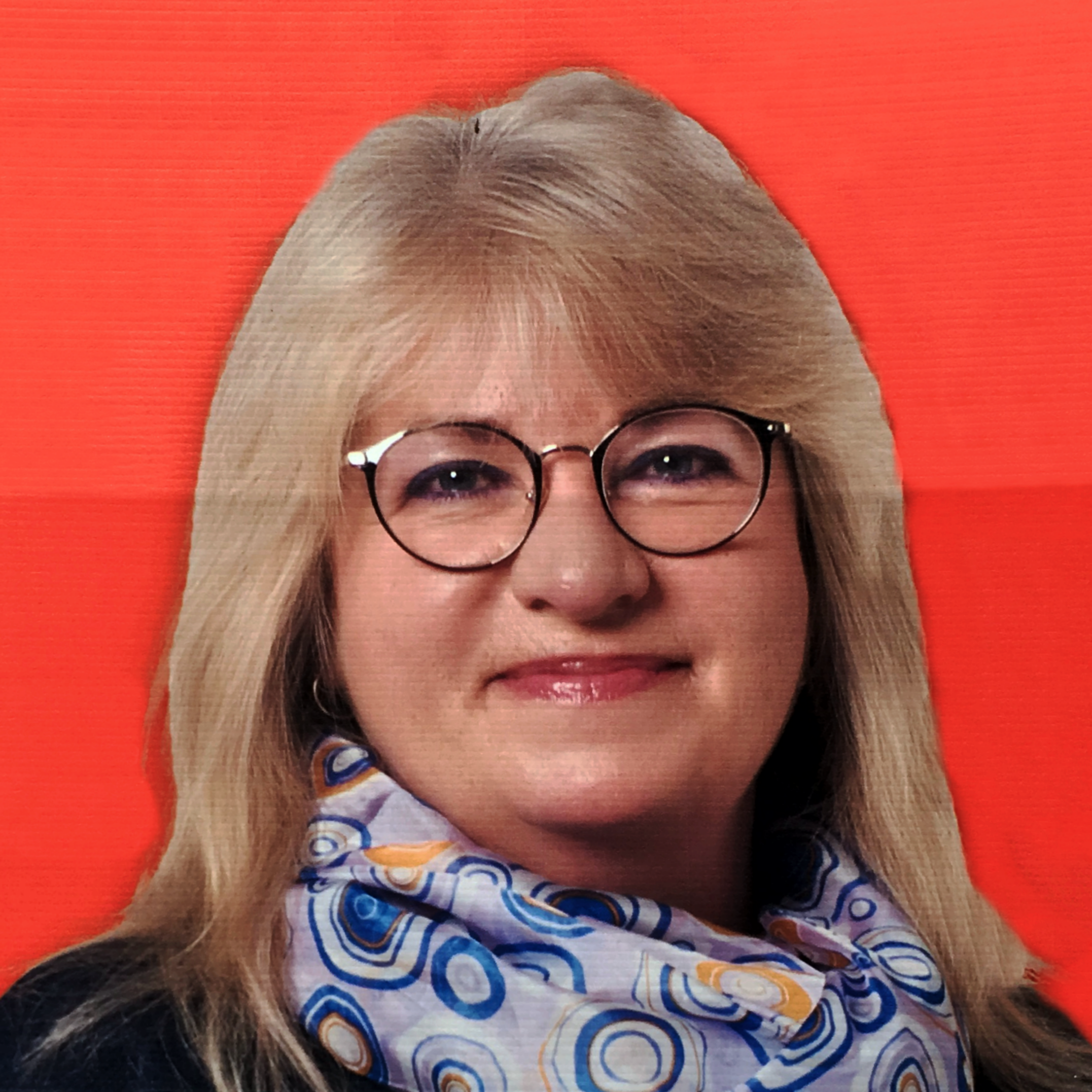
Die Spitzenkandidatin 2014 und 2020: Marion Padua

Bei ihrem ersten Antritt zur Kommunalwahl 2008 wurde die Wählergruppe mit drei Sitzen und 4,8 % der abgegebenen Stimmen in den Nürnberger Stadtrat gewählt. Der Spitzenkandidat für das Oberbürgermeisteramt Harald Weinberg erreichte hierbei 1,8 %. 2009 verließ er die Stadtratsgruppe und wurde für die Linkspartei Mitglied des deutschen Bundestages. 2010 verließ der parteilose Stadtrat Hans-Joachim Patzelt die Linke Liste auf Grund interner Unstimmigkeiten und blieb bis zur Kommunalwahl 2014 Mitglied des Stadtrats.
Bei der Kommunalwahl 2014 erreichte die Wählergruppe mit Marion Padua als Spitzenkandidatin 4,1 %, konnte durch das neue Zählverfahren jedoch trotz Verlusten erneut drei Stadtratsmandate erringen. Die Oberbürgermeisterkandidatin Marion Padua erreichte mit 1,9 % den dritten Platz aller Kandidierenden. Im Frühjahr 2019 wechselten die beiden Stadträte Özlem Demir und Titus Schüller in die Stadtratsgruppe der Partei DIE LINKE. Somit ist die Linke Liste seitdem nur noch mit Marion Padua im Stadtrat vertreten.
Für die Kommunalwahl 2020 wurde Marion Padua erneut als Oberbürgermeister- und Spitzenkandidatin der Gruppe gewählt. Bei der OB-Wahl erhielt sie 0,8 % aller abgegebenen Stimmen. Laut dem vorläufigen Ergebnis der Wahl konnte die Liste ihren Stadtratssitz mit 1,33 % der abgegebenen Stimmen verteidigen.
Zusammen mit Freien Wählern, ÖDP, FDP und der Wählergruppe Die Guten hat die Linke Liste Nürnberg eine Ausschussgemeinschaft gebildet mit insgesamt sieben Stadträten und ist damit berechtigt in den Ausschüssen mitzuarbeiten.
| Wahl | Rat der Stadt | Rat der Stadt | Rat der Stadt | Oberbürgermeisterwahl | Oberbürgermeisterwahl | Oberbürgermeisterwahl |
| ---- | ------------- | ------------- | ------------- | --------------------- | --------------------- | --------------------- |
| Wahl | %             | Stimmen       | Sitze         | Spitzenkandidaten     | %                     | Wähler                |
| 2008 | 4,8 %         | 568.815       | 3 von 70      | Harald Weinberg       | 1,8 %                 | 3.300                 |
| 2014 | 4,1 %         | 443.770       | 3 von 70      | Marion Padua          | 1,9 %                 | 3.228                 |
| 2020 | 1,3 %         | 151.992       | 1 von 70      | Marion Padua          | 0,8 %                 | 1.469                 |